# Miguel Gonçalves Mendes

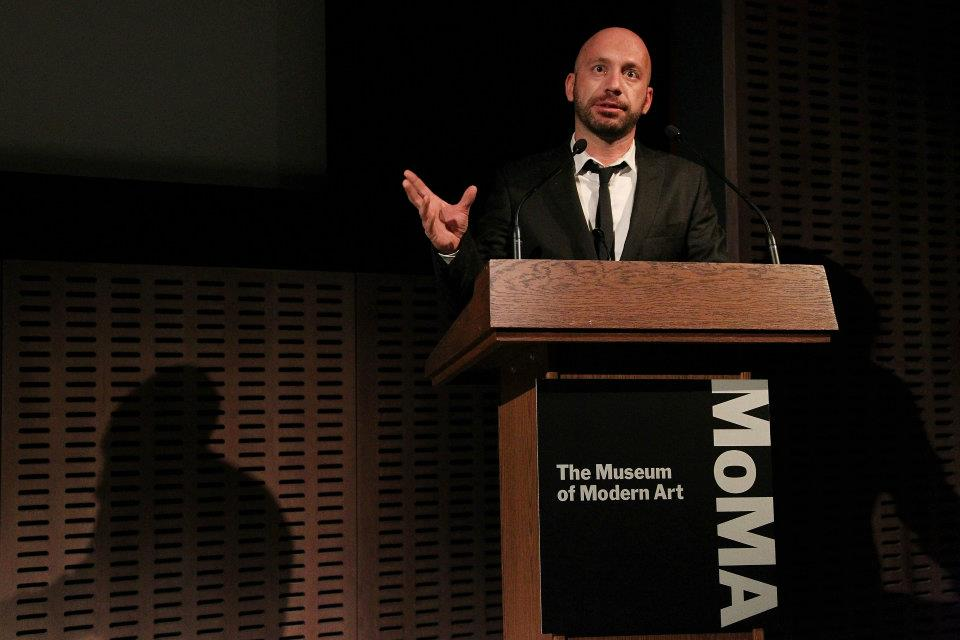
Miguel Gonçalves Mendes

Miguel Gonçalves Mendes (* 2. September 1978 in Covilhã) ist ein portugiesischer Filmregisseur.

## Leben
Er studierte jeweils einige Semester Internationale Beziehungen an der Technischen Universität Lissabon, und Historische Archäologie an der Neuen Universität Lissabon, bevor er ein Filmstudium an der ESTC (Escola Superior de Teatro e Cinema) abschloss.
Nach verschiedenen Theater-Aktivitäten gründete er 2002 die Filmproduktionsfirma Jump Cut. Sein Dokumentarfilm Autografia, über den surrealistischen Maler Mário Cesariny, wurde beim Doclisboa-Filmfestival 2006 ausgezeichnet.
Für seinen Dokumentarfilm José e Pilar ("José und Pilar", 2010) über den Literaturnobelpreisträger José Saramago und seine Frau Pilar del Río, erhielt er verschiedene Auszeichnungen, u. a. drei Preise beim Caminhos do Cinema Português-Filmfestival in Coimbra. Der Film war auch an den Kinokassen ein Erfolg (unter den meistgesehenen portugiesischen Filmen seit 2004) und wurde in der Folge als DVD veröffentlicht.

## Filmografie
- 2001: D.Nieves Kurzfilm
- 2004: Autografia
- 2005: A Batalha dos Três Reis (auch Drehbuch)
- 2005: Floripes (auch Drehbuch) Kurzfilm
- 2007: Curso de Silêncio Kurzfilm
- 2010: José e Pilar (auch Produzent) Dokumentarfilm
- 2010: Poema Colagem: Homenagem a Mário Cesariny (Kurzfilm)
- 2013: A Verdade de Cada Um (Fernseh-Dokuserie, eine Folge)
- 2013–2014: Nada Tenho de Meu (Fernseh-Dokuserie)
- 2018: 4 Caminhos para Fátima (Fernseh-Dokumehrteiler)
- 2018: O Labirinto da Saudade (auch Drehbuch)